# Dinosaur Footprints
Dinosaur Footprints (deutsch Dinosaurier-Fußspuren) ist ein 8 Acres (3,2 ha) großes Naturschutzgebiet bei der Stadt Holyoke im Bundesstaat Massachusetts der Vereinigten Staaten und wird von der Organisation The Trustees of Reservations verwaltet.

## Geschichte
Der 1793 geborene Geologe und spätere Präsident des Amherst College Edward Hitchcock war einer der Begründer der Ichnologie, die sich als Zweig der Paläontologie mit fossilen Fußspuren und Fährten beschäftigt. Hitchcock verbrachte einen großen Teil seiner Forschungsarbeiten im Pioneer Valley, in dem sich heute das Schutzgebiet befindet, und entdeckte eine große Vielzahl an versteinerten Fußspuren. Vor Millionen von Jahren befand sich dort ein großer See, und die einzelnen Sedimentschichten sowie der aus Sandstein bestehende Grund des Sees bieten hohe Chancen für die Entdeckung von versteinerten Spuren.
Die Trustees konnten im Jahr 1935 das Areal des Schutzgebiets erwerben.

## Schutzgebiet
Auf dem Gelände des Schutzgebiets finden sich mehr als 130 unterschiedliche, im Sandstein erhaltene Fährten. Sie werden Gruppen von zweibeinigen, fleischfressenden Dinosauriern zugerechnet, die vermutlich bis zu 15 ft (4,6 m) groß bzw. 20 ft (6,1 m) lang und Vorfahren des Tyrannosaurus waren. Versteinerte Fußspuren finden sich entlang des gesamten Connecticut River Valley, wo sich vor etwa 190 Millionen Jahren ein subtropischer Sumpf befand. 
Neben den ersten wissenschaftlich beschriebenen Spuren sind auch eine Vielzahl weiterer Fossilien im Schutzgebiet zu sehen, die nicht nur von zweibeinigen Dinosauriern, sondern auch von Stromatolithen, Fischen und Pflanzen stammen. Das Schutzgebiet ist vom 1. April bis zum 30. November täglich geöffnet.